# Шарапуша
Шарапуша — река в России, течёт по территории Заполярного района Ненецкого автономного округа. Левый приток Седеяхи. Длина реки составляет 40 км.
Впадает в Седеяху в 43 км от её устья, на высоте 6 м над уровнем моря.

## Данные водного реестра
По данным государственного водного реестра России относится к Двинско-Печорскому бассейновому округу, водохозяйственный участок реки — Печора от водомерного поста Усть-Цильма и до устья, речной подбассейн реки — бассейны притоков Печоры ниже впадения Усы. Речной бассейн реки — Печора.
Код объекта в государственном водном реестре — 03050300212103000083766.